# Ljubačevo

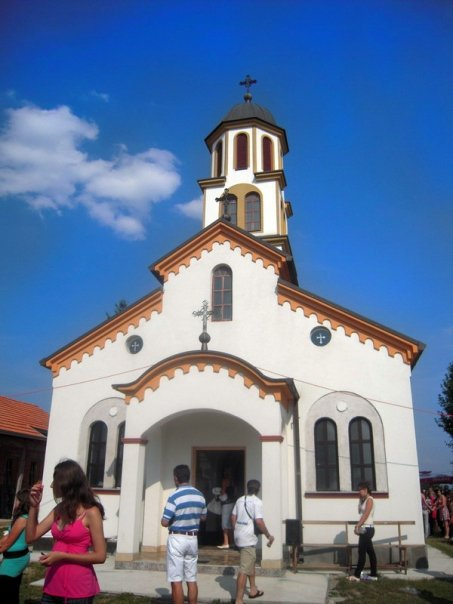
Kirche in Ljubačevo

Das Dorf Ljubačevo (serbokroatisch: Љубачевоin) in Bosnien und Herzegowina liegt 20 km südlich von Banja Luka und ca. 26 km westlich von Kotor Varoš. Es gehört zur Republika Srpska und liegt am Berg Osmača. Der Ort grenzt nördlich an den Fluss Vrbas, auf dessen anderen Uferseite die Magistralstraße 16 verläuft. 
Die örtliche Kirche wurde 1939 erbaut. Im Ort gibt es das Freilichtmuseum Ljubačke doline, welches 2010 gegründet wurde. Es zeigt Gebäude, Kultur und Gegenstände aus dem späten 19. Jahrhundert und der ersten Hälfte des 20. Jahrhunderts.